# 地球内部物理学

地球の内部構造

地球内部物理学（ちきゅうないぶぶつりがく）は地球内部を研究対象とする自然科学である。地球物理学の一分野に属する。
地球内部を直接掘削して調査することは困難を伴い、これまで地下10km内外を掘削したに過ぎず、内部を探求する方法は主に地球内部を透過する地震波の研究に依るところが大きい。

## 地球の慣性モーメント
密度が完全に均一な半径 a、質量 M の球の慣性モーメント C は以下の式で表される。
C = 0.4 Ma2
一方で、地球の形は回転楕円体で近似され、さらに月や人工衛星の軌道の解析、および地球の歳差運動周期から三軸不等としてそれぞれ以下の慣性モーメントが求められている。これらは約 0.33 Ma2 と、密度が均一と仮定した場合より小さいことから中心に向かうにつれ密度が増大していることが判る。また均質な物質であっても地球内部では深度、圧力の増大に伴い圧縮され、密度は徐々に増大し均一とはならない。ここで C軸がほぼ地球の自転軸となる。
C = 0.330701 ± 0.000002 Ma2
A = 0.329615 ± 0.000002 Ma2
B = 0.329622 ± 0.000002 Ma2

## 地震波の伝播速度
地震波の地球内部の伝播速度は、物質の弾性定数、密度 {\displaystyle \rho }、および非圧縮率 {\displaystyle K} に依存する。これらの剛性率および非圧縮率は体積変化およびねじれ変形に対する力学物性定数である。
体積変化を伴う疎密波である縦波の P波の伝播速度は以下の式で表される。ここで {\displaystyle \mu } および {\displaystyle \lambda } は弾性に関するラメの定数、特に {\displaystyle \mu } は剛性率と呼ばれる。
{\displaystyle V_{\mbox{p}}={\sqrt {\frac {\lambda +2\mu }{\rho }}}={\sqrt {\frac {K+{\frac {4}{3}}\mu }{\rho }}}}
また、体積変化を伴わない横波の S波の伝播速度は以下のようになる。
{\displaystyle V_{\mbox{s}}={\sqrt {\frac {\mu }{\rho }}}}

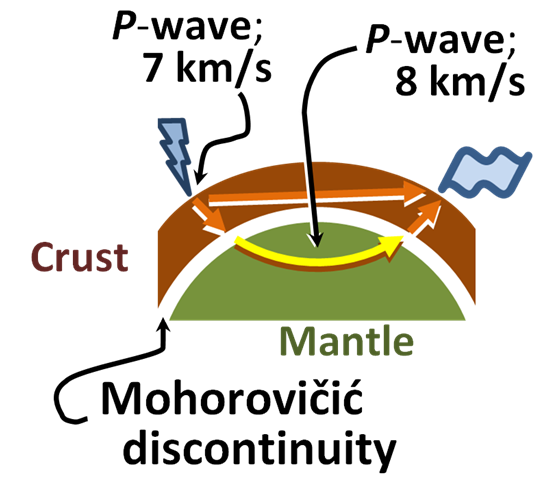
地震波の伝播経路

地震波の走時曲線からマントルの地震波速度分布を計算するために、震央距離 {\displaystyle \Delta } と、波線パラメーター {\displaystyle p={\frac {{\mbox{d}}T}{{\mbox{d}}\Delta }}} および速度分布 {\displaystyle V(r)} の関係式であるHerglotz-Wiechert法が用いられる。
{\displaystyle \Delta =2p\int _{r_{m}}^{r_{0}}{\frac {{\mbox{d}}r}{\sqrt {(r/{\bar {V}})^{2}-p^{2}}}}}
このアーベルの積分方程式の解は走時解析に用いられ以下の式で表される。ここで {\displaystyle {\bar {V}}} は走時曲線の傾きから得られる見かけの角速度である。
{\displaystyle \int _{0}^{\Delta _{1}}\cosh ^{-1}{\frac {{\bar {V}}\Delta _{1}}{{\bar {V}}\Delta }}{\mbox{d}}\Delta =\pi \ln \left({\frac {r_{0}}{r_{1}}}\right)}

### 不連続面

地球内部の地震波の伝播経路

シャドウゾーン

地球内部を伝わる地震波である実体波の到達時刻と震央距離との関係である、走時曲線を描くことにより、地球内部の層状構造がわかる。地球内部を構成する物質の剛性率および非圧縮率は深度、圧力の上昇に伴い連続的に増大しその進路はカーブを描き、物質の構成が不連続的に変化する深度で地震波は屈折する。
1909年にアンドリア・モホロビチッチは地下数kmから数十kmのところで P波の伝播速度が不連続的に増大する面を発見し、これは地殻とマントルの境界であるモホロビチッチ不連続面と呼ばれるようになった。
1906年にOldhamが震央距離100°を超える距離で P波が急激に減衰するのを見出し、地球内部の地震波伝播速度の遅い領域が地震波を屈折させ影を形成していると唱えた。この震央距離103°- 143°の領域はシャドウゾーンと呼ばれている。1926年にベノー・グーテンベルグは深さ約2900kmのところで、P波の伝播速度が不連続的に減少し、S波が伝播しなくなる面を発見し、これはマントルと核の境界であるグーテンベルク不連続面と呼ばれるようになった。S波が伝播しないことは核（外核）の剛性率が0、すなわち流体であることを意味する。
1936年にインゲ・レーマンはシャドウゾーンに到達する回折波の存在から核の中に速度が7 - 9%程速くなる領域を見出し、剛性を持った固体からなると考えられ、外核と内核の境界であるレーマン不連続面と呼ばれるようになった。
地球内部を伝わる実体波は地表面で反射し、P波が1回反射すると PPあるいは PSとなり、後者はモード変換が含まれる。2回反射した波は PPPと表記される。また外核の表面で反射した地震波は PcPあるいは ScSと表記し、核および地表で反射を繰り返した PcPPcPあるいは ScSScS (ScS2)などの地震波も存在する。
また、外核を伝播する P波は Kと表記され、外核を通過し再びマントルに出た地震波は PKPと表記される。モード変換により、PKS、SKSおよび SKPというフェーズも存在する。内核を通過する地震波は PKIKPなどと表記され、内核表面で反射し外核を通過する地震波は PKiKPなどと表記される。

### モンテカルロ法による速度分布
でたらめに選んだ多数のモデルで P波および S波の走時、地球の質量、慣性モーメントが説明できるか否かのテストを繰り返し、深さの関数としての P波および S波の速度分布、および密度分布の範囲が求められた。
このような手法をモンテカルロ法と呼び、その範囲は古典的方法により求められた速度分布および密度分布に一致する。

### インバージョン
P波および S波の走時曲線、表面波の分散、地球震動スペクトルなどの観測結果から、剛性率および密度分布などの地球モデルのパラメーターを直接求める方法をインバージョンと呼ぶ。
m 個の物理量の観測データ Oj (j = 1, 2, … m) と n 個の地球モデルパラメーター Pi (i = 1, 2, … n) の場合、Pi を与えると、
Cj = Fi(Pi) ,    j = 1, 2, … m
によりこのモデルに期待される物理量 Cj が計算される。この計算値と観測値との差 Oj - Cj が極小と成るようなデータセットを選ぶことにより最適化されたパラメーターを求める。モンテカルロ法もインバージョンの一種である。
観測値の数 n、モデルパラメーターの数 m である正方行列では連立方程式の数と未知数の数は等しく m = n のとき、行列 G に対する逆行列 G-1 が存在すると仮定すれば、
G-1 d = m
の式により m について解くことができる。

## 地球内部のパラメーター

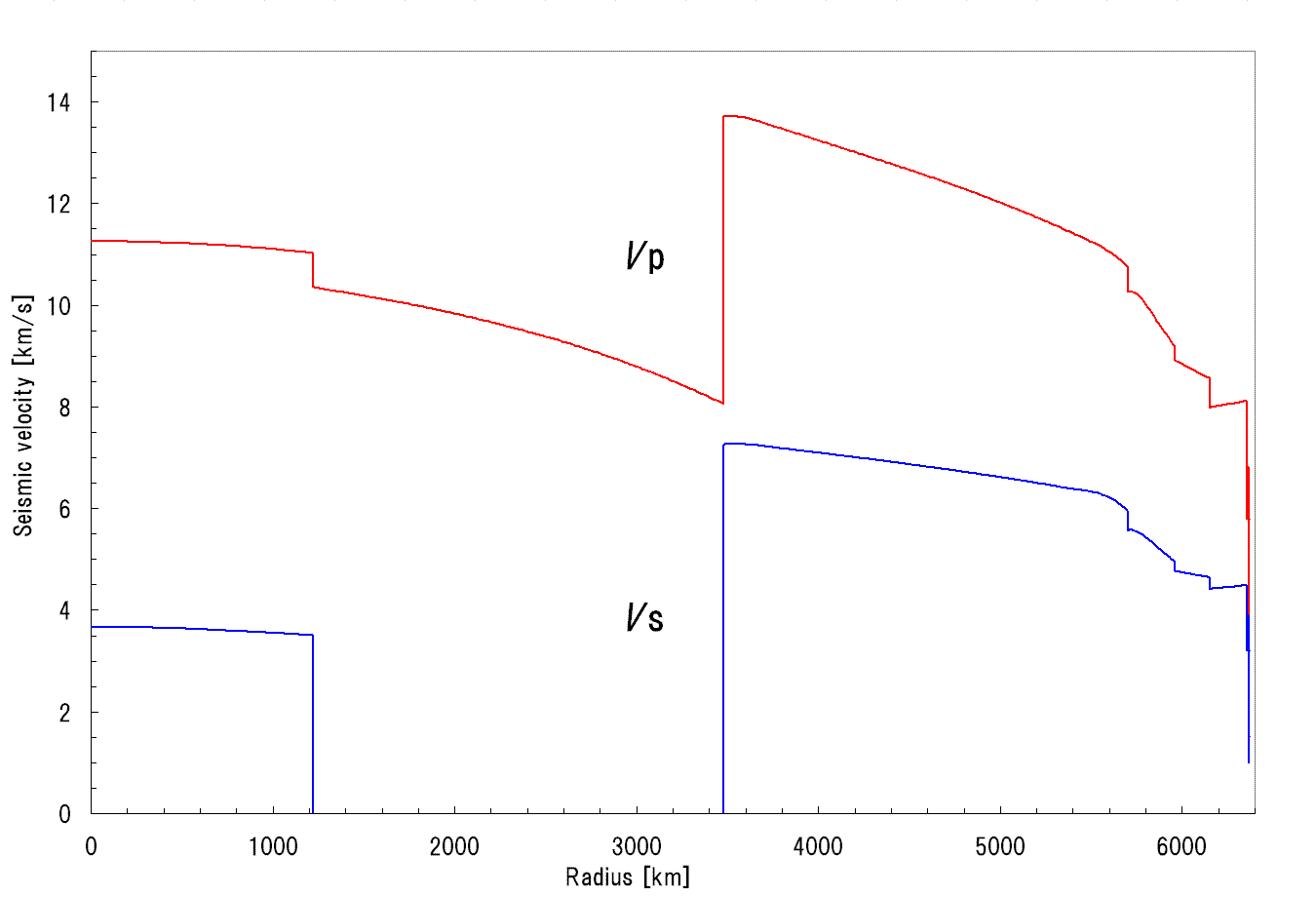
地震波の伝播速度分布 V_{p}(r), V_{s}(r)

過去には和達ら、ハロルド・ジェフリーズおよびベノー・グーテンベルグにより P波および S波の深度に対する速度分布が求められた。Bullen(1936)は地殻をA層、マントルをB層, C層, D層、外核をE層, F層、内核をG層に分け、速度分布、密度分布を求めている。Jordan and Anderson(1974)も速度分布および密度分布を求めている。これらは何れも古典的方法によるものであった。
地球内部の密度、剛性率、圧力、地震波の伝播速度などの物性の分布を深さの関数として表現した地球モデルの一つにPREM (Preliminary Reference Earth Model)がある。
PREM作成には膨大な数の実体波の走時、自由震動の固有周波数、表面波の減衰などの結果が用いられた。このPREMは海洋と大陸のリソスフェアについて個別のモデルが求められているが、球対称から外れる不均質な分布を三次元的に表現するには至っていない。

### 密度分布

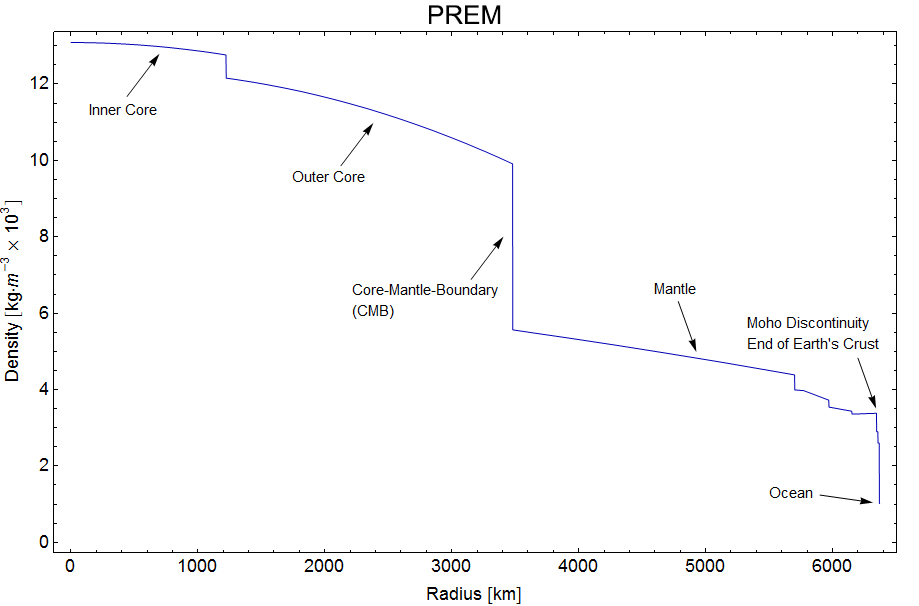
地球内部の密度分布 ρ(r)

地球の平均密度は、キャベンディッシュの実験により得られる万有引力定数から地球質量を算出し、体積を用いてその平均密度ρ = 5.5 × 103 kg m-3 が求められている。しかし、地球内部の密度は均一ではなく、慣性モーメントおよび、地球表面を造る岩石の密度ρ = 2.6-3.0 × 103 kg m-3 から深部はより高密度な物質であることが窺われる。
地球内部のマントルなどは固体からなるが、地球サイズでみれば全体を液体と見做すことが可能で静水圧平衡が成立していると仮定される。
{\displaystyle {\frac {\partial P}{\partial \rho }}={\frac {K}{\rho }}=\phi (r)}
{\displaystyle {\frac {{\mbox{d}}\rho }{{\mbox{d}}r}}={\frac {1}{\phi }}{\frac {{\mbox{d}}P}{{\mbox{d}}r}}}
一方、弾性論的には以下の関係式が成立する。
{\displaystyle {\frac {K}{\rho }}=V_{\mbox{p}}^{2}-{\frac {4}{3}}V_{\mbox{s}}^{2}=\phi (r)}
これらの式から一定組成の部分におけるある深度の密度変化が求まる。この式はAdams-Williamsonの式と呼ばれる。G は万有引力定数、M は半径 r 内の質量である。
{\displaystyle {\frac {{\mbox{d}}\rho }{{\mbox{d}}r}}={\frac {-GM\rho }{r^{2}\left(V_{\mbox{p}}^{2}-{\frac {4}{3}}V_{\mbox{s}}^{2}\right)}}}
{\displaystyle M(r)=M(R_{0})+4\pi \int _{R_{0}}^{r}\rho r^{2}{\mbox{d}}r}
マントル、外核の境界など不連続面における密度の差は直接これらの式から求めることは出来ないが、適当な境界条件を与えて連立微分方程式を解き、地球の質量や慣性モーメントが束縛条件となり最も適切と考えられる値 Vp(r), Vs(r), ρ(r), P(r), g(r) が定められる。
マントル上部、モホロビチッチ不連続面における密度はρ = 3.4 × 103 kg m-3、グーテンベルク不連続面ではマントル底部の密度はρ = 5.6 × 103 kg m-3、外核上部の密度はρ = 9.9 × 103 kg m-3 と推定されている。また地球中心部の密度はρ = 13.1 × 103 kg m-3であり、外核も 9.9-12.2 × 103 kg m-3 と高密度となっているが、これを常圧における密度に換算すると 7.0 × 103 kg m-3 となり、鉄-ニッケル合金から予想される密度よりやや小さくなる。これは軽元素の混入を示唆している。
またマントルは均質というわけではなく、深度220km、400km、670kmにそれぞれ不連続面が存在すると仮定され、これらの不連続面は橄欖岩質物質の高圧における相転移が原因とされる。しかし実際にはマントル物質は純粋なケイ酸マグネシウムから成るわけでなくPREMのモデルのようにシャープな不連続面ではなく、遷移帯と呼ばれる。
地球内部の高圧下では物質が高度に圧縮され、以下のような状態方程式が成立する。ここで P は圧力、 K0 は常圧における等温体積弾性率、ρは圧力Pにおける密度、ρ0 は常圧における非圧縮状態の密度である。この式は有限歪弾性論から導出される。
P = 3/2 K0 [(ρ/ρ0)7/3 - (ρ/ρ0)5/3]

### 圧力分布
ある地点に於ける圧力 {\displaystyle P(r)} は、その上部にある物質の密度 {\displaystyle \rho }、重力加速度 {\displaystyle g}、高さ {\displaystyle h} の積で表される。
{\displaystyle P=\rho gh}
ある深度における圧力は地表からその深度までの間の密度と重力加速度との積を高さで積分して求められる。ここで {\displaystyle M} は半径 {\displaystyle r} 内の全質量である。
{\displaystyle {\frac {{\mbox{d}}P}{{\mbox{d}}r}}=-\rho g=-\rho {\frac {rM}{r^{2}}}}
{\displaystyle {\frac {{\mbox{d}}M}{{\mbox{d}}r}}=4\pi \rho r^{2}}
このようにして求められた地球内部の圧力は深度2890mのマントル-外核境界（グーテンベルク不連続面）において1.36 × 1011 Pa (134万気圧)、地球中心で3.64 × 1011 Pa (359万気圧)である。
地球内部で物質が如何なる状態となるかを研究するのは高圧実験の分野であり、地球中心部の圧力を実験室で再現することは困難を伴う。ダイヤモンドアンビルなどの実験装置により、漸く地球中心部の圧力を再現することが可能となった。また、衝撃波実験により物質の高圧状態を研究することも可能である。

### 重力加速度分布

地球内部の重力加速度分布 g(r)

地球を完全な球体と見做した場合、ある深度における重力加速度 {\displaystyle g(r)} はその中心からの距離までの球状の天体と見做した場合の重力加速度となり、その深度より上部の物質は存在していないと仮定した場合と等しくなる。
従って、ある深度における重力加速度は、中心からその深度における密度分布に基づく半径内の全質量と万有引力の法則から導かれる式により求められる。重力加速度はマントル内部では大きな変化は無く、グーテンベルク不連続面で最大値 10.68 m s-2 となり、核内部では中心に向かって減少し、中心で0となる。

### 温度分布
地球内部は重力による断熱圧縮により内部エネルギーが増大し、深くなるにつれ断熱的に温度が上昇する。
均質系の断熱変化では以下の式が成立する。ここで{\displaystyle S}はエントロピー、{\displaystyle T}は絶対温度、{\displaystyle P}は圧力である。
{\displaystyle {\mbox{d}}S=\left({\frac {\partial S}{\partial T}}\right)_{P}{\mbox{d}}T+\left({\frac {\partial S}{\partial P}}\right)_{T}{\mbox{d}}P=0}
静水圧平衡の式からある深度における断熱勾配が求められる。ここで{\displaystyle \alpha }は体積膨張係数、{\displaystyle C_{\mbox{p}}}は定圧比熱である。
{\displaystyle {\frac {{\mbox{d}}T}{{\mbox{d}}r}}=-{\frac {\alpha gT}{C_{\mbox{p}}}}}
弾性論的に導かれる地震波伝播速度と密度との関係式から、断熱圧縮率{\displaystyle \chi _{s}}は P波および S波の伝播速度と以下の関係が成立する。
{\displaystyle {\frac {1}{\rho \chi _{s}}}=V_{\mbox{p}}^{2}-{\frac {4}{3}}V_{\mbox{s}}^{2}}
物質の融点は圧力の増大に伴い上昇し、マントルの2点の深度 {\displaystyle a} および {\displaystyle d} における融点の間には以下の関係がある。ここで {\displaystyle \chi } は圧縮率である。
{\displaystyle {\frac {\tau _{d}}{\tau _{a}}}={\frac {(\chi \rho )_{a}}{(\chi \rho )_{d}}}}
核を構成する物質については半実験式として以下の式が得られている。ここで {\displaystyle \tau _{0}} は常圧における融点、{\displaystyle \alpha } は内部圧力に関する定数、{\displaystyle c} も定数である。
{\displaystyle {\frac {P}{\alpha }}=\left({\frac {\tau }{\tau _{0}}}\right)^{c}-1}
マントルおよび内核は固体と考えられ、外核は液体である事実から凡その温度分布が求められ、地球中心部の温度は凡そ 6000 - 7000 K と推定されている。
また、地球を構成する物質中に含まれる放射性同位体の壊変により熱エネルギーが生産される。地球内部で発熱源として重要な放射性同位体はウラン238 (238U)、ウラン235 (235U)、トリウム232 (232Th)、およびカリウム40 (40K)である。これらは何れも花崗岩に濃縮されやすく、これらの熱源は何れも地球表面に集中している。地熱の元となる地殻熱流量の数十%は地殻内の熱源により賄われているという計算になる。
マントルは橄欖岩質の物質からなるが、時間的に緩慢な運動に対してはニュートン流体として扱うことが可能である。この長時間のスケールで見ると流体として振舞うマントルは対流による熱輸送が可能となる。

## 地球の内部構造
地球内部を構成する物質は地震波の速度分布から求められた、密度、剛性に当てはまり、且つ宇宙を構成する元素として多量に存在するものが主な材料として推定される。地球を構成する物質の平均原子量 Aと密度ρおよび縦波の伝播速度 Vp との間にはBirchの法則と呼ばれる経験式が知られる。
Vp = a + bρ + c(A - 21) ,    (a = -1.87, b = 3.05, c = -0.80)

### 地殻
地殻の構造は近地地震および人工地震の走時からモホロビチッチ不連続面の深さの分布が求められている。人工地震では爆破時刻と位置を正確にコントロールできる点が長所である。モホロビチッチ不連続面より上部は P波の伝播速度は6.0 km s-1、下部は7.9 km s-1前後となっている。

### マントル
上部マントルは地震波の伝播速度や密度の条件を満たすものとして橄欖岩質の物質から成ると推定され、玄武岩の高圧相と考えられるエクロジャイトも構成する物質の候補とされる。
深さ70 - 200 kmの低速度層はアセノスフェア(athenosphere)と呼ばれ剛性率がやや低く、その上部はリソスフェア(lithosphere)と呼ばれる。プレートテクトニクスにおいて、プレートとは剛性率の高いリソスフェア（地殻 + マントル上部）を指す。
深さ650 kmから720km付近で橄欖石 (Mg,Fe)2SiO4 はペロブスカイト構造に相転移し、下部マントルはペロブスカイト型(Mg,Fe)SiO3 および岩塩型 (Mg,Fe)O から構成され、さらにスピネル型 (Mg,Fe)2SiO4 およびスティショバイト型の二酸化ケイ素 SiO2 が加わると推定される。

### 外核
外核は液体であり、鉄-ニッケル合金に、硫黄、酸素、水素などの軽元素が合計で10%程度加わっているとされる。核-マントル境界面を決めるために、境界上側の反射波 PcP あるいは下側の反射波 PKKP および透過波 PKP、SKS あるいは変換波 PKIKP が用いられ、その境界面の起伏は数km以下であるとされている。外核は均質と考えられ、密度および P波伝播速度は滑らかに増大する。

### 内核
内核は固体と考えられるが、ポアソン比は0.44程度と液体の0.5に近く、S波伝播速度は小さく 3 km s-1 程度で剛性率が低いことを示唆する。
内核は地球の自転軸方向は赤道面内よりも地震波を速く伝えるため、異方性が存在することが判っている。この軸対称の走時異常は内核の対流に起因し、鉄の結晶軸を特定の方向に揃える役割を果たしていると考えられている。

## 地球内部の三次元構造
PREMは地球内部の物性が深さのみの関数であり、水平方向は均質とした球対称のモデルであるが、現実には横方向にも不均質であり地震波の伝播速度は P波は1%以内、S波は10%以内の不均一性が見られる。その地球内部の不均一性を三次元的にマッピングする方法を地震波トモグラフィーと呼ぶ。
地球を三次元的に細かい領域に分割し、ある領域の地震波伝播速度の観測値と、均一と仮定した地球も出るとの差をとることにより、三次元構造が空間的な関数として解明される。
地震波トモグラフィーから海洋プレートの沈み込みや、中央海嶺におけるマントルの上昇流が見出されている。
また、重力異常からも凡その事が推定され、プレート沈み込み地域（低温地域）で重力が大きく、湧き出しの地域（高温地域）で小さい傾向がある。

## 地球振動
巨大地震の発生などにより、数日間にわたって地球の自由震動が観測される。この震動モードは球面調和関数を用いて表現され、3つの基本モードがある。
- バルーンモード - 半径が伸縮する
- フットボールモード - 半径方向に回転楕円体状に歪む
- 捩れモード - 球の表面に平行なせん断運動を伴う

地球表面を伝わる表面波は原理的にこれらの震動モードの重ね合わせとして理解され、周期の長い表面波は地球震動として扱うほうが便利である。
地球の震動モードは球座標系を用いて解析され、均一で自転していない球状の液体の波動方程式は以下のようになる。
{\displaystyle {\frac {1}{r^{2}}}{\frac {\partial }{\partial r}}\left(r^{2}{\frac {\partial S}{\partial r}}\right)+{\frac {1}{r^{2}\sin \theta }}{\frac {\partial }{\partial \theta }}\left(\sin \theta {\frac {\partial S}{\partial \theta }}\right)+{\frac {1}{r^{2}\sin ^{2}\theta }}{\frac {\partial ^{2}S}{\partial \phi ^{2}}}={\frac {1}{c^{2}}}{\frac {\partial ^{2}S}{\partial t^{2}}}}
この波動方程式の解は以下のような球ベッセル関数で表される。
{\displaystyle j_{l}(x)=x^{l}\left({\frac {-1}{x}}{\frac {\mbox{d}}{{\mbox{d}}x}}\right){\frac {\sin x}{x}}}